# Třída Širane
Třída Širane byla třída vrtulníkových torpédoborců Japonských námořních sil sebeobrany, stavěná pro roli vlajkových lodí protiponorkových uskupení. Třídu tvořily dva torpédoborce. Torpédoborec Kurama se stal první japonskou lodí vybavenou systémem blízké obrany Phalanx CIWS. Plavidla byla ze služby vyřazena v letech 2015 a 2017.

## Stavba
Třída se skládá z torpédoborců Širane a Kurama, postavených v letech 1977–1981 v Tokiu loděnicí Ishikawajima-Harima Heavy Industries.
Jednotky třídy Širane:
| Jméno            | Zahájení stavby | Spuštěna      | Vstup do služby | Status                                                                                          |
| ---------------- | --------------- | ------------- | --------------- | ----------------------------------------------------------------------------------------------- |
| Širane (DDH-143) | 25. února 1977  | 18. září 1978 | 17. března 1980 | vyřazen 25. března 2015, roku 2017 použita jako cíl při zkouškách nové protilodní střely XASM-3 |
| Kurama (DDH-144) | 17. února 1978  | 20. září 1979 | 27. března 1981 | vyřazen 22. března 2017                                                                         |

## Konstrukce

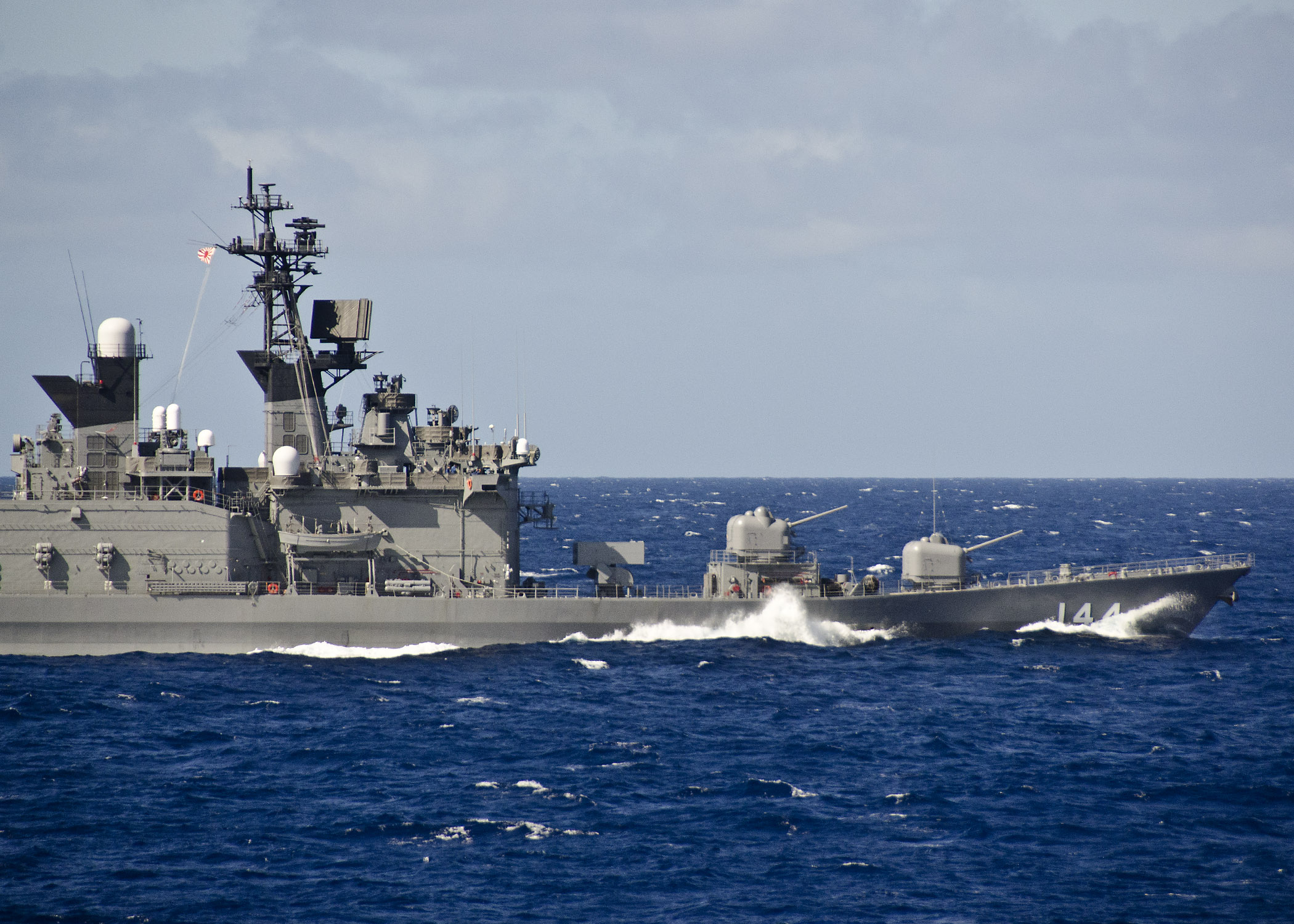
Kurama (DDH-144)

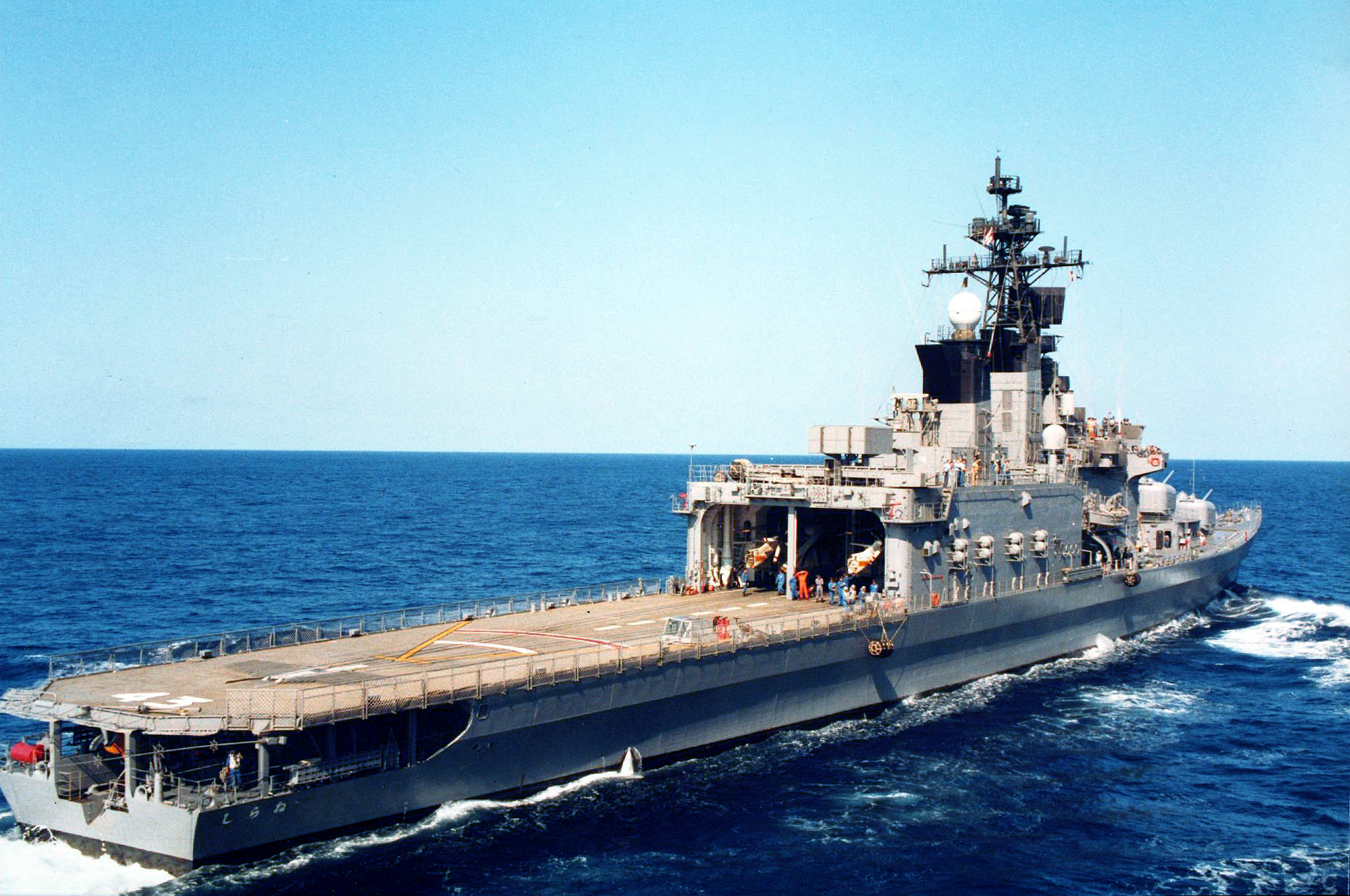
Širane (DDH-143)

Obě lodi svou koncepcí navazují na předchozí třídu Haruna. Většina výzbroje je soustředěna na přídi, ve středu trupu je nástavba a rozměrný hangár pro tři protiponorkové vrtulníky (nyní typu SH-60J), zatímco na zádi lodi je plošina pro jejich provoz. Výzbroj lodí tvoří dva 127mm kanóny v jednohlavňových věžích, jedno osminásobné odpalovací zařízení raketových torpéd ASROC, osminásobné odpalovací zařízení střel Sea Sparrow, dva systémy blízké obrany Phalanx CIWS (oba systémy jsou na střeše hangáru) a dva tříhlavňové 324mm protiponorkové torpédomety. Lodě postrádají protilodní střely.